# Pneumoviridae
Pneumoviridae es una familia de virus de ARN perteneciente al orden Mononegavirales que infectan vertebrados. Son virus envueltos cuya cápside presenta una simetría helicoidal. Esta familia de virus fue un género de la familia Paramyxoviridae hasta 2016. El genoma de estos virus es de ARN monocatenario negativo y por tanto se incluyen en el grupo V de la clasificación de Baltimore. Dentro de esta familia de virus, se han descrito dos géneros,  Orthopneumovirus y Metapneumovirus.